# HD 84737
HD 84737，又名BD+46 1551，SAO 43046、HR 3881，是一颗恒星，视星等为5.09，位于銀經172.78，銀緯49.43，其B1900.0坐标为赤經9h 42m 8.5s，赤緯+46° 49.43′ 13″。